# Club Atlético San Lorenzo de Almagro (fútbol femenino)
El Club Atlético San Lorenzo de Almagro conocido popularmente como San Lorenzo de Almagro o simplemente San Lorenzo, o por su acrónimo CASLA, es un club deportivo, social y cultural,  con sede en el barrio de Boedo de la ciudad de Buenos Aires, Argentina. Actualmente juega en la Primera División Femenina de Argentina.
Las Santitas como son llamadas sus jugadoras, es actualmente uno de los mejores clubes de fútbol femenino en Argentina. Dentro de sus palmarés se encuentra cuartro torneos de Primera División (Apertura 2008, 2015, Apertura 2021 y Clausura 2024) convirtiéndose así en el primer Club que no sea Boca Juniors o River Plate en ganar un torneo de Primera División. También fue el primer equipo argentino en disputar la Copa Libertadores Femenina en 2009, su contraparte masculina logró lo mismo en la Copa Libertadores de 1960.
San Lorenzo es uno de los únicos 4 clubes en lograr salir campeón de 1.ª División, junto a Boca, River y UAI Urquiza. Y junto con Boca Juniors son los únicos dos clubes que han sido campeones desde que la liga es profesional.
El 12 de abril de 2019 San Lorenzo se convirtió en el primer club argentino con Fútbol Femenino Profesional. En total 15 mujeres se convirtieron en las primeras futbolistas profesionales de Argentina; Eliana Medina, Debora Molina, Sindy Ramírez, Cecilia López, Florencia Coronel, Federica Silvera, Milagros Vargas, Maricel Pereyra, Rocío Vázquez, Rocío Correa, Lavinia Antequera, Vanina Preininger, Ariana Álvarez, Florencia Salazar y Macarena Sánchez.

## Participaciones

### Copas nacionales
| Competiciones            | PJ | PG | PE | PP | GF | GC | DG  | Mejor resultado  |
| ------------------------ | -- | -- | -- | -- | -- | -- | --- | ---------------- |
| Supercopa Argentina 2015 | 4  | 2  | 1  | 1  | 11 | 3  | +8  | Subcampeón       |
| Copa Federal 2021        | 3  | 2  | 0  | 1  | 8  | 5  | +3  | Semifinales      |
| Copa Federal 2022        | 2  | 1  | 0  | 1  | 4  | 2  | +2  | Cuartos de final |
| Copa Federal 2023        | 4  | 3  | 0  | 1  | 8  | 3  | +5  | Subcampeón       |
| Copa Federal 2024        | 3  | 2  | 0  | 1  | 10 | 2  | +8  | Semifinales      |
| Total: (5/5)             | 16 | 10 | 1  | 5  | 41 | 15 | +26 | 2 Subcampeonatos |

### Copas internacionales
| Edición       | PJ           | PG           | PE           | PP           | GF           | GC           | DG           | Mejor resultado |
| ------------- | ------------ | ------------ | ------------ | ------------ | ------------ | ------------ | ------------ | --------------- |
| 2009          | 4            | 1            | 1            | 2            | 7            | 13           | -6           | Fase de grupos  |
| 2021          | 3            | 1            | 0            | 2            | 1            | 4            | −3           | Fase de grupos  |
| 2025          | Por disputar | Por disputar | Por disputar | Por disputar | Por disputar | Por disputar | Por disputar | Por disputar    |
| Total: (2/17) | 7            | 2            | 1            | 4            | 8            | 17           | -9           | Fase de grupos  |

## Palmarés
| Competición                                 | Títulos                                           | Subcampeonatos                                                                                                 | 3.er Puesto                                                   |
| ------------------------------------------- | ------------------------------------------------- | --- | ------------------------------------------------------------- |
| Primera División de fútbol femenino (4/8/6) | Apertura 2008, 2015, Apertura 2021, Clausura 2024 | Apertura 2004, Clausura 2005, Apertura 2005, Clausura 2006, Apertura 2006, Clausura 2007, Apertura 2009, 2013, | Apertura 2007, Clausura 2008, Clausura 2009, 2010, 2012, 2014 |

## Rivalidades
Las rivalidades del fútbol femenino de San Lorenzo son las heredadas del fútbol de campo masculino. El clásico rival del ciclón es Huracán, con quien disputa el Clásico Porteño.

#### Últimos y próximo partido
| Torneo Apertura 2024; 21 de julio de 2024 | Huracán | 0:2     | San Lorenzo                   | Predio La Quemita, Bajo Flores |  |
| 11:00 UTC-03:00                           |         | Reporte | - Fonseca 16' - Magdaleno 65' |                                |  |

| Torneo Clausura 2024; 8 de diciembre de 2024 | San Lorenzo         | 2:2     | Huracán                 | El Nuevo Gasómetro, Bajo Flores |  |
| 9:00 UTC-03:00                               | - Fonseca 5', 90+3' | Reporte | - Ruíz 22' - Campos 64' |                                 |  |

| Primer Torneo 2025; 9 de marzo de 2025 | Huracán | 0:0     | San Lorenzo | Predio La Quemita, Bajo Flores |  |
| 9:00 UTC-03:00                         |         | Reporte |             |                                |  |

### Otras rivalidades
Además, las otras rivalidades de las Santitas son también heredados del fútbol masculino: Racing Club, Independiente, River Plate y Boca Juniors; por ser junto al ciclón consideraros los 5 grandes del fútbol argentino. Especialmente con River y Boca, por ser de los clubes más exitosos de la historia del fútbol femenino junto a San Lorenzo.
También comparte rivalidad con la UAI Urquiza por ser los únicos clubes, junto a Boca y River, que lograron salir campeón de 1.ª División de Fútbol Femenino.

## Jugadoras

### Mercado de pases
| Verano | Verano                                                                                                   | Verano                                                                   | Verano           | Verano               | Verano         | Verano               | Verano       |
| Altas | Altas | Altas                                                                    | Altas            | Bajas                | Bajas          | Bajas                | Bajas        |
| Nac. | Pos. | Jugadora                                                                 | Origen           | Nac.                 | Pos.           | Jugadora             | Destino      |
| --- | --- | ------------------------------------------------------------------------ | ---------------- | -------------------- | -------------- | -------------------- | ------------ |
| Bandera de Argentina | Delantero                                                                                                | Amalia Peña Nocito                                                       | Estudiantes (BA) | Bandera de Argentina | Guardameta     | Lorena Salas         | Platense     |
| Bandera de Argentina | Centrocampista                                                                                           | Lourdes González                                                         | FC Bulleen Lions | Bandera de Argentina | Defensa        | Katerina Lugo        | Platense     |
| Bandera de Argentina | Defensa                                                                                                  | Elizabeth Entraigas                                                      | Ferro            | Bandera de Argentina | Delantero      | Guadalupe Miño       | Agente libre |
| Bandera de Argentina | Guardameta                                                                                               | Azul Muzio                                                               | Platense         | Bandera de Argentina | Defensa        | Mariangela Magdaleno | Agente libre |
| Bandera de Paraguay | Defensa                                                                                                  | Daniela Mereles                                                          | Ferro            | Bandera de Argentina | Centrocampista | Brisa Gallo          | Platense     |
| Bandera de Japón | Delantero                                                                                                | Ichika Egashira                                                          | River Plate      |                      |                |                      |              |
| Bandera de Argentina | Centrocampista                                                                                           | Vanina Preininger                                                        | Boca Juniors     |                      |                |                      |              |
| \| Leyenda - Nac. : Nacionalidad - Pos. : Posición - Pertenecía a las divisiones inferiores - Pertenecía a la Primera División \| - Incorporación como cedida (préstamo) - Baja como cedida (préstamo) - Licencia de maternidad - Retirada \| - Arquera/Portera - Defensora - Mediocampista/Centrocampista - Delantera \| | |                                                                          |                  |                      |                |                      |              |
| Leyenda - Nac. : Nacionalidad - Pos. : Posición - Pertenecía a las divisiones inferiores - Pertenecía a la Primera División | - Incorporación como cedida (préstamo) - Baja como cedida (préstamo) - Licencia de maternidad - Retirada | - Arquera/Portera - Defensora - Mediocampista/Centrocampista - Delantera |                  |                      |                |                      |              |

Fuentes: